# Jégkorong az 1924. évi téli olimpiai játékokon
Az 1924. évi téli olimpiai játékokon a jégkorongtornát január 28. és február 3. között rendezték. A tornán nyolc csapat vett részt. A tornát a kanadai csapat nyerte meg. Ez volt egyben a második jégkorong-világbajnokság.

## Éremtáblázat
(Az egyes számoszlopok legmagasabb értéke, vagy értékei vastagítással kiemelve.)
| Az 1924. évi téli olimpiai játékok éremtáblázata jégkorongban | Az 1924. évi téli olimpiai játékok éremtáblázata jégkorongban | Az 1924. évi téli olimpiai játékok éremtáblázata jégkorongban | Az 1924. évi téli olimpiai játékok éremtáblázata jégkorongban | Az 1924. évi téli olimpiai játékok éremtáblázata jégkorongban | Olimpia  |
| ------------------------------------------------------------- | ------------------------------------------------------------- | ------------------------------------------------------------- | ------------------------------------------------------------- | ------------------------------------------------------------- | -------- |
|                                                               | Ország                                                        | Arany                                                         | Ezüst                                                         | Bronz                                                         | Összesen |
| 1.                                                            | Kanada (CAN)                                                  | 1                                                             | 0                                                             | 0                                                             | 1        |
|                                                               |                                                               |                                                               |                                                               |                                                               |          |
| 2.                                                            | Egyesült Államok (USA)                                        | 0                                                             | 1                                                             | 0                                                             | 1        |
|                                                               |                                                               |                                                               |                                                               |                                                               |          |
| 3.                                                            | Nagy-Britannia (GBR)                                          | 0                                                             | 0                                                             | 1                                                             | 1        |
|                                                               |                                                               |                                                               |                                                               |                                                               |          |
| Összesen                                                      | Összesen                                                      | 1                                                             | 1                                                             | 1                                                             | 3        |

## Érmesek
| Az 1924. évi téli olimpiai játékok érmesei jégkorongban                                                                  | Az 1924. évi téli olimpiai játékok érmesei jégkorongban                                                                  | Az 1924. évi téli olimpiai játékok érmesei jégkorongban | Az 1924. évi téli olimpiai játékok érmesei jégkorongban |
| --- | --- | --- | ------------------------------------------------------- |
| Arany | Ezüst | Bronz |                                                         |
| Kanada (CAN) | Egyesült Államok (USA)                                                                                                   | Nagy-Britannia (GBR) |                                                         |
| Jack Cameron Ernie Collett Bert McCaffrey Harold McMunn Dunc Munro Beattie Ramsay Cyril Slater Hooley Smith Harry Watson | Taffy Abel Herbert Drury Alphonse Lacroix John Langley John Lyons Justin McCarthy Willard Rice Irving Small Frank Synott | William Anderson Lorne Carr-Harris Colin Carruthers Eric Carruthers Guy Clarkson Ross Cuthbert Geoffrey Holmes Hamilton Jukes Edward Pitblado Blaine Sexton |                                                         |

## Részt vevő nemzetek
A tornán 8 nemzet 82 sportolója vett részt.
- Belgium (BEL) (10)
- Csehszlovákia (TCH) (11)
- Egyesült Államok (USA) (9)
- Franciaország (FRA) (12)
- Kanada (CAN) (9)
- Nagy-Britannia (GBR) (10)
- Svájc (SUI) (11)
- Svédország (SWE) (10)

## Lebonyolítás
A 8 csapatot 2 darab, 4 csapatos csoportba osztották. A csoportokban körmérkőzések döntötték el a csoportok végeredményét. A csoportokból az első két helyezett jutott a négyes döntőbe. A négyes döntőben a továbbjutott csapatok újabb körmérkőzéseket játszottak, de csak azok a csapatok mérkőztek egymással, amelyek a csoportkörben nem találkoztak, a csoportkörben lejátszott eredményeiket is figyelembe vitték.
A csoportkör harmadik és negyedik helyezettjei kiestek.

## Csoportkör
| Színmagyarázat                                              |
| ----------------------------------------------------------- |
| A csoportok első két helyezettje bejutott a négyes döntőbe. |
| A csoportok harmadik és negyedik helyezettjei kiestek.      |

### A csoport
| Csapat        | M | Gy | D | V | G+ | G– | Gk  | P |
| ------------- | - | -- | - | - | -- | -- | --- | - |
| Kanada        | 3 | 3  | 0 | 0 | 85 | 0  | +85 | 6 |
| Svédország    | 3 | 2  | 0 | 1 | 18 | 25 | –7  | 4 |
| Csehszlovákia | 3 | 1  | 0 | 2 | 14 | 41 | –27 | 2 |
| Svájc         | 3 | 0  | 0 | 3 | 2  | 53 | –51 | 0 |

| 1924. január 28. | Svédország (SWE) | 9 – 0 (3–0, 3–0, 3–0) | Svájc | Chamonix, Franciaország |

|  |  |  |  |  |
|  |  |  |  |  |
|  |  |  |  |  |
|  |  |  |  |  |

| 1924. január 28. | Kanada (CAN) | 30 – 0 (8–0, 14–0, 8–0) | Csehszlovákia | Chamonix, Franciaország |

|  |  |  |  |  |
|  |  |  |  |  |
|  |  |  |  |  |
|  |  |  |  |  |

| 1924. január 29. | Kanada (CAN) | 22 – 0 (5–0, 7–0, 10–0) | Svédország | Chamonix, Franciaország |

|  |  |  |  |  |
|  |  |  |  |  |
|  |  |  |  |  |
|  |  |  |  |  |

| 1924. január 30. | Kanada (CAN) | 33 – 0 (8–0, 11–0, 14–0) | Svájc | Chamonix, Franciaország |

|  |  |  |  |  |
|  |  |  |  |  |
|  |  |  |  |  |
|  |  |  |  |  |

| 1924. január 31. | Svédország (SWE) | 9 – 3 (5–1, 1–1, 3–1) | Csehszlovákia | Chamonix, Franciaország |

|  |  |  |  |  |
|  |  |  |  |  |
|  |  |  |  |  |
|  |  |  |  |  |

| 1924. február 1. | Csehszlovákia (TCH) | 11 – 2 (4–0, 3–2, 4–0) | Svájc | Chamonix, Franciaország |

|  |  |  |  |  |
|  |  |  |  |  |
|  |  |  |  |  |
|  |  |  |  |  |

### B csoport
| Csapat           | M | Gy | D | V | G+ | G– | Gk  | P |
| ---------------- | - | -- | - | - | -- | -- | --- | - |
| Egyesült Államok | 3 | 3  | 0 | 0 | 52 | 0  | +52 | 6 |
| Nagy-Britannia   | 3 | 2  | 0 | 1 | 34 | 16 | +18 | 4 |
| Franciaország    | 3 | 1  | 0 | 2 | 9  | 42 | –33 | 2 |
| Belgium          | 3 | 0  | 0 | 3 | 7  | 44 | –37 | 0 |

| 1924. január 28. | Egyesült Államok (USA) | 19 – 0 (9–0, 6–0, 4–0) | Belgium | Chamonix, Franciaország |

|  |  |  |  |  |
|  |  |  |  |  |
|  |  |  |  |  |
|  |  |  |  |  |

| 1924. január 29. | Franciaország (FRA) | 2 – 15 (1–5, 1–3, 0–7) | Nagy-Britannia | Chamonix, Franciaország |

|  |  |  |  |  |
|  |  |  |  |  |
|  |  |  |  |  |
|  |  |  |  |  |

| 1924. január 30. | Nagy-Britannia (GBR) | 19 – 3 (8–1, 6–1, 5–1) | Belgium | Chamonix, Franciaország |

|  |  |  |  |  |
|  |  |  |  |  |
|  |  |  |  |  |
|  |  |  |  |  |

| 1924. január 30. | Franciaország (FRA) | 0 – 22 (0–12, 0–1, 0–9) | Egyesült Államok | Chamonix, Franciaország |

|  |  |  |  |  |
|  |  |  |  |  |
|  |  |  |  |  |
|  |  |  |  |  |

| 1924. január 31. | Franciaország (FRA) | 7 – 5 (3–3, 3–1, 1–1) | Belgium | Chamonix, Franciaország |

|  |  |  |  |  |
|  |  |  |  |  |
|  |  |  |  |  |
|  |  |  |  |  |

| 1924. január 31. | Egyesült Államok (USA) | 11 – 0 (6–0, 2–0, 3–0) | Nagy-Britannia | Chamonix, Franciaország |

|  |  |  |  |  |
|  |  |  |  |  |
|  |  |  |  |  |
|  |  |  |  |  |

## Négyes döntő
| 1924. február 1. | Kanada (CAN) | 19 – 2 (6–2, 6–0, 7–0) | Nagy-Britannia | Chamonix, Franciaország |

|  |  |  |  |  |
|  |  |  |  |  |
|  |  |  |  |  |
|  |  |  |  |  |

| 1924. február 1. | Egyesült Államok (USA) | 20 – 0 (5–0, 7–0, 8–0) | Svédország | Chamonix, Franciaország |

|  |  |  |  |  |
|  |  |  |  |  |
|  |  |  |  |  |
|  |  |  |  |  |

| 1924. február 2. | Nagy-Britannia (GBR) | 4 – 3 (0–1, 2–2, 2–0) | Svédország | Chamonix, Franciaország |

|  |  |  |  |  |
|  |  |  |  |  |
|  |  |  |  |  |
|  |  |  |  |  |

| 1924. február 2. | Kanada (CAN) | 6 – 1 (2–1, 3–0, 1–0) | Egyesült Államok | Chamonix, Franciaország |

|  |  |  |  |  |
|  |  |  |  |  |
|  |  |  |  |  |
|  |  |  |  |  |

Végeredmény
A táblázat tartalmazza
- az A csoportban lejátszott Kanada – Svédország 22–0-es,
- a B csoportban lejátszott Egyesült Államok – Nagy-Britannia 11–0-s eredményt is.

| Csapat           | M | Gy | D | V | G+ | G– | Gk  | P |
| ---------------- | - | -- | - | - | -- | -- | --- | - |
| Kanada           | 3 | 3  | 0 | 0 | 47 | 3  | +44 | 6 |
| Egyesült Államok | 3 | 2  | 0 | 1 | 32 | 6  | +26 | 4 |
| Nagy-Britannia   | 3 | 1  | 0 | 2 | 6  | 33 | –27 | 2 |
| Svédország       | 3 | 0  | 0 | 3 | 3  | 46 | –43 | 0 |

| Az 1924. évi téli olimpiai játékok férfi jégkorongtornájának olimpiai bajnoka |
| · KANADA · 2. cím                                                             |
| ----------------------------------------------------------------------------- |

## Végeredmény
| Helyezés | Csapat                 | M | Gy | D | V | G+  | G– | Gk   | P  |
| -------- | ---------------------- | - | -- | - | - | --- | -- | ---- | -- |
| Arany    | Kanada (CAN)           | 5 | 5  | 0 | 0 | 110 | 3  | +107 | 10 |
| Ezüst    | Egyesült Államok (USA) | 5 | 4  | 0 | 1 | 73  | 6  | +67  | 8  |
| Bronz    | Nagy-Britannia (GBR)   | 5 | 3  | 0 | 2 | 40  | 38 | +2   | 6  |
| 4.       | Svédország (SWE)       | 5 | 2  | 0 | 3 | 21  | 49 | –28  | 4  |
|          |                        |   |    |   |   |     |    |      |    |
| 5.       | Csehszlovákia (TCH)    | 3 | 1  | 0 | 2 | 14  | 41 | –27  | 2  |
| 6.       | Franciaország (FRA)    | 3 | 1  | 0 | 2 | 9   | 42 | –33  | 2  |
| 7.       | Belgium (BEL)          | 3 | 0  | 0 | 3 | 7   | 44 | –37  | 0  |
| 8.       | Svájc (SUI)            | 3 | 0  | 0 | 3 | 2   | 53 | –51  | 0  |